# Rugănești, Harghita
Rugănești (în maghiară Rugonfalva) este un sat în comuna Șimonești din județul Harghita, Transilvania, România.

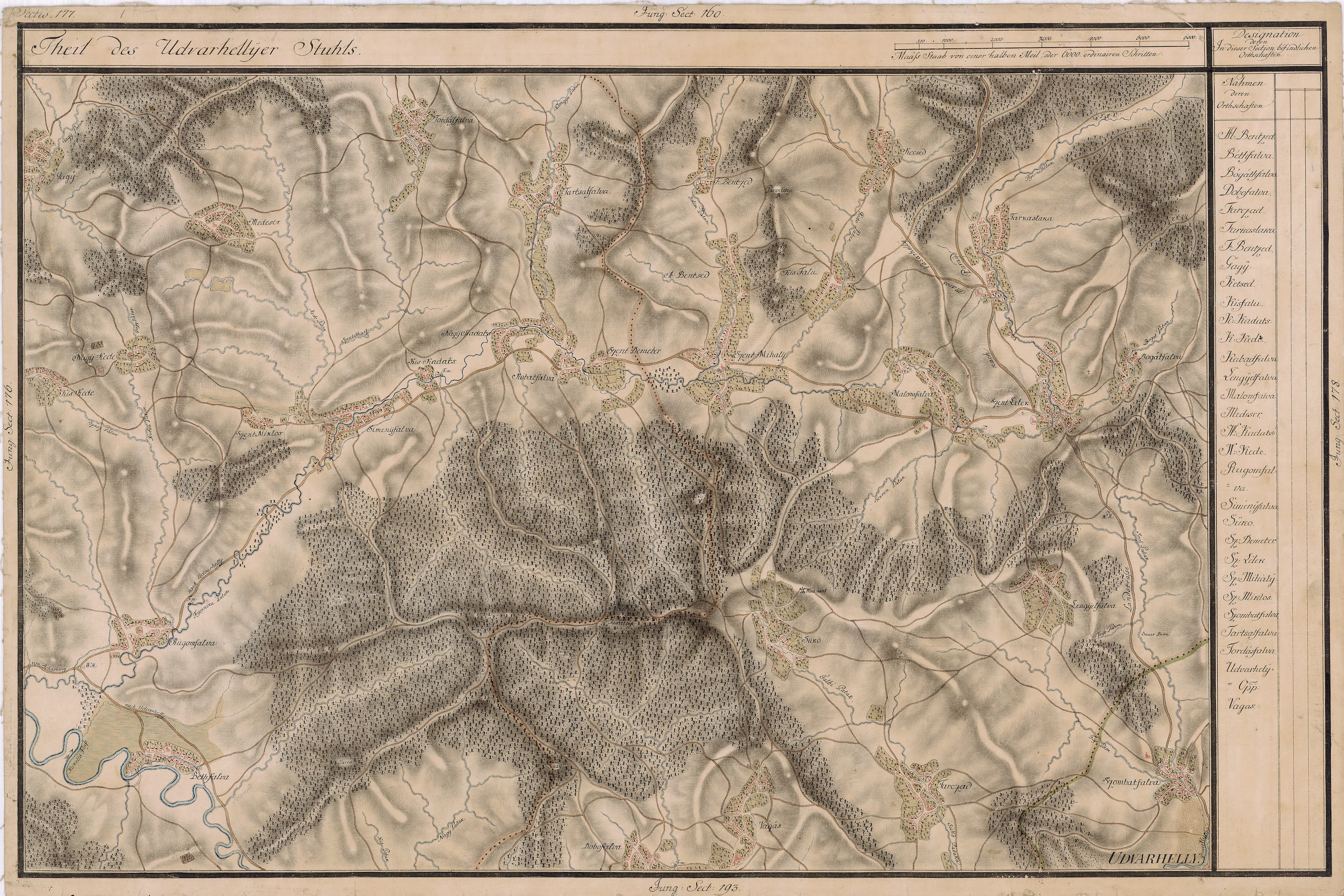
Rugănești în Harta Iosefină a Transilvaniei, 1769-73

## Monumente
- Biserica reformată din Rugănești (sec. XIII-XIX), cu fragmente de frescă din perioada catolică a monumentului (înainte de secolul al XVI-lea)

## Imagini

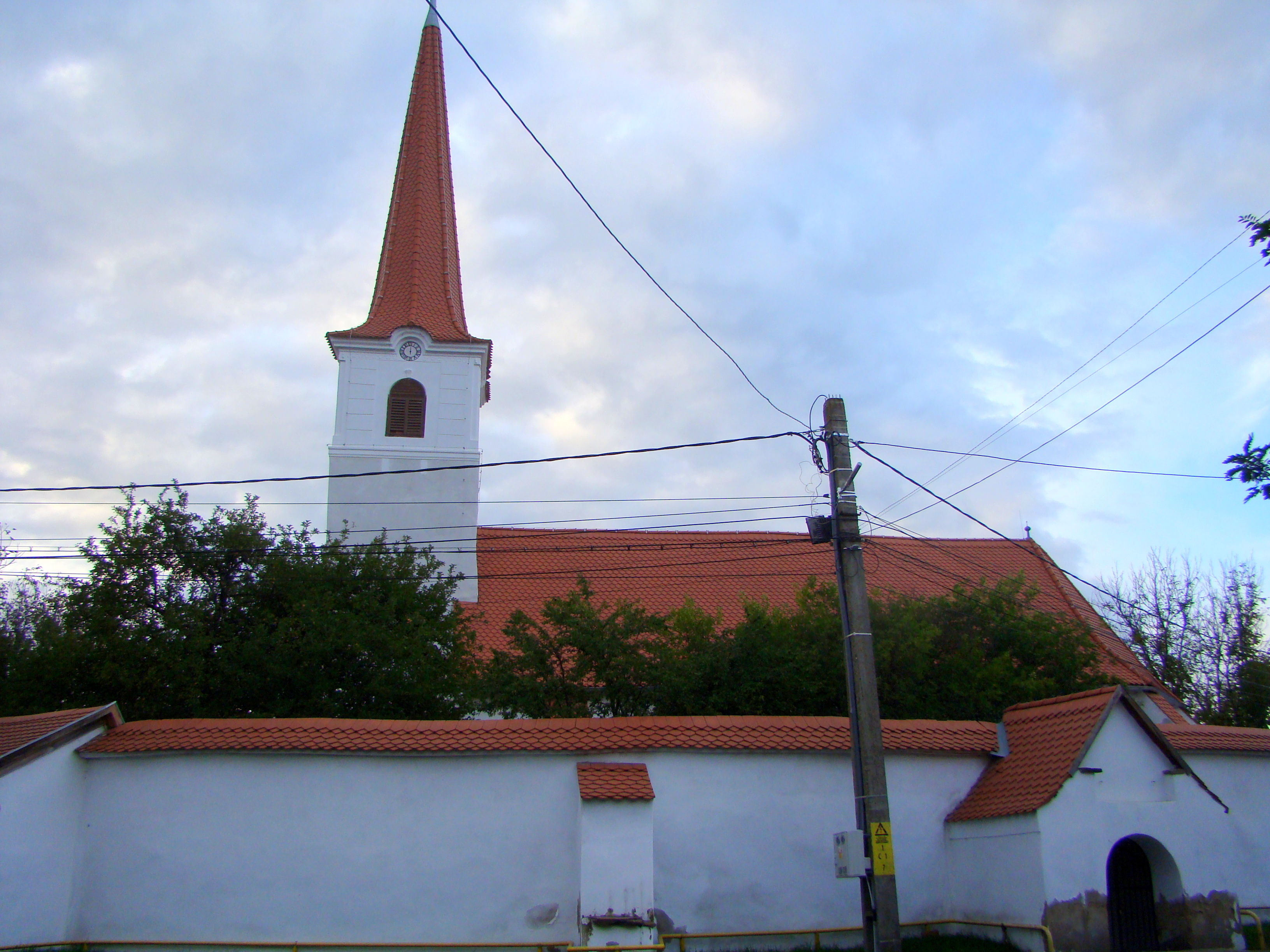
Biserica reformată
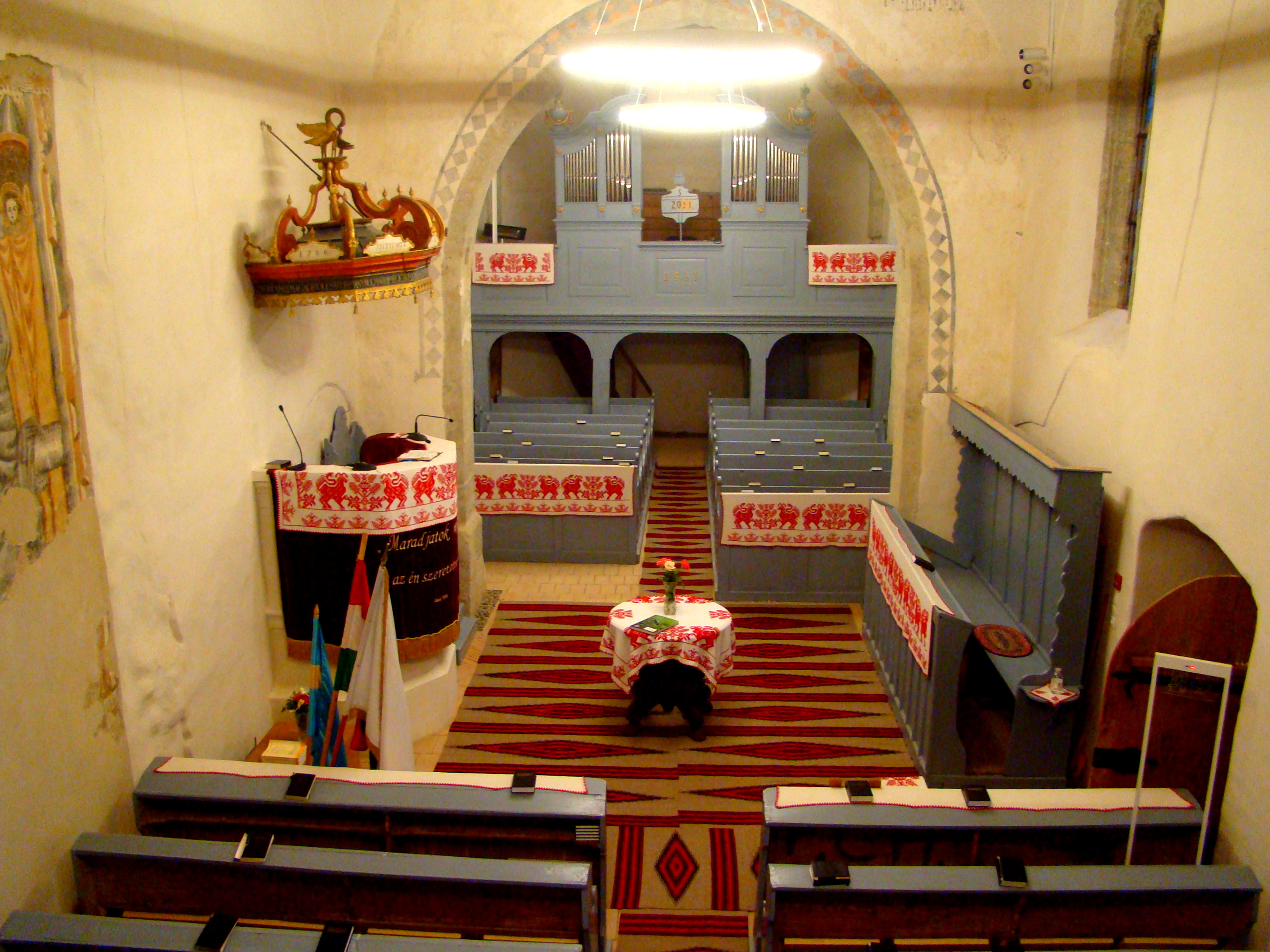
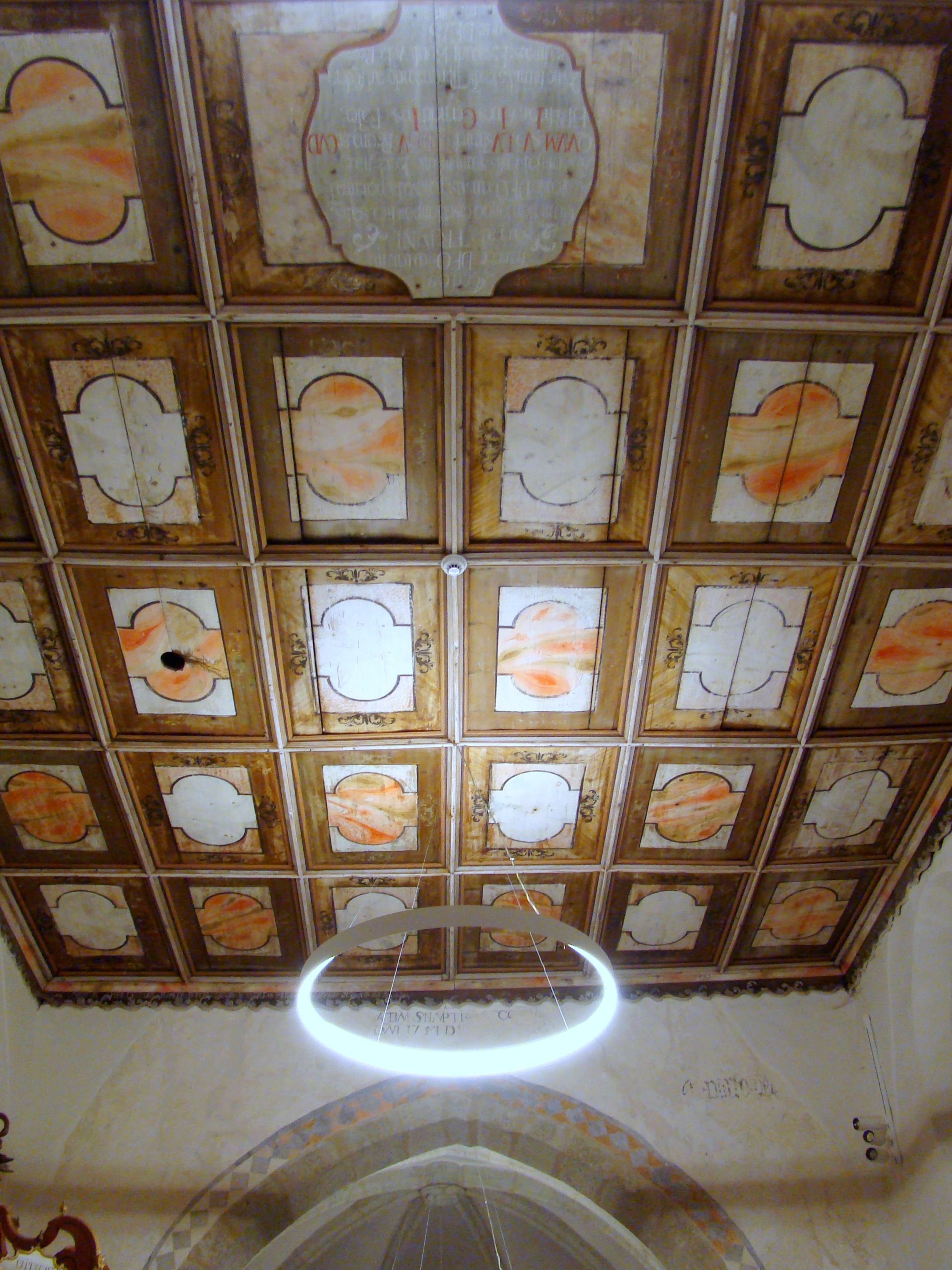
Tavanul casetat
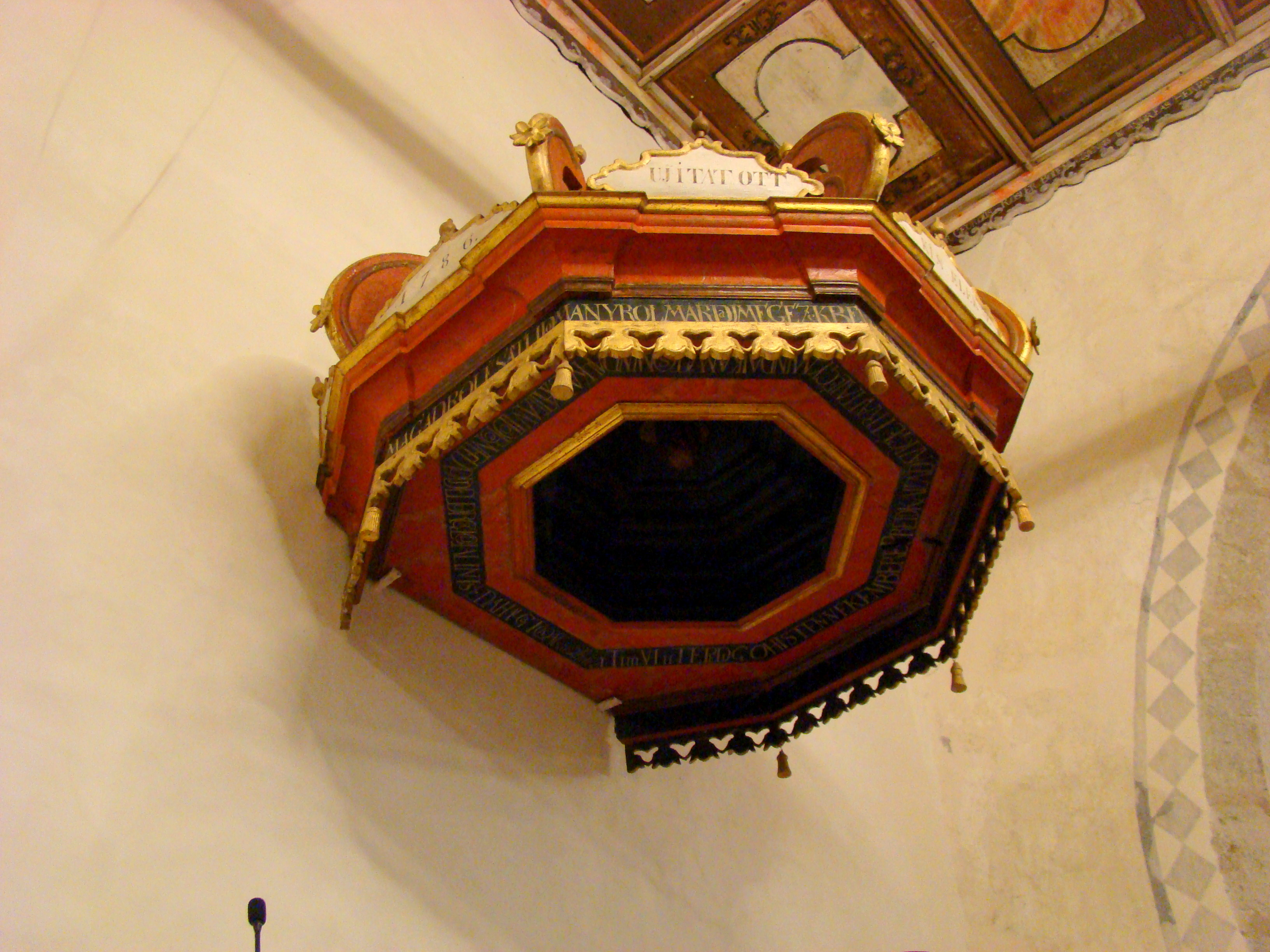
Coroana amvonului
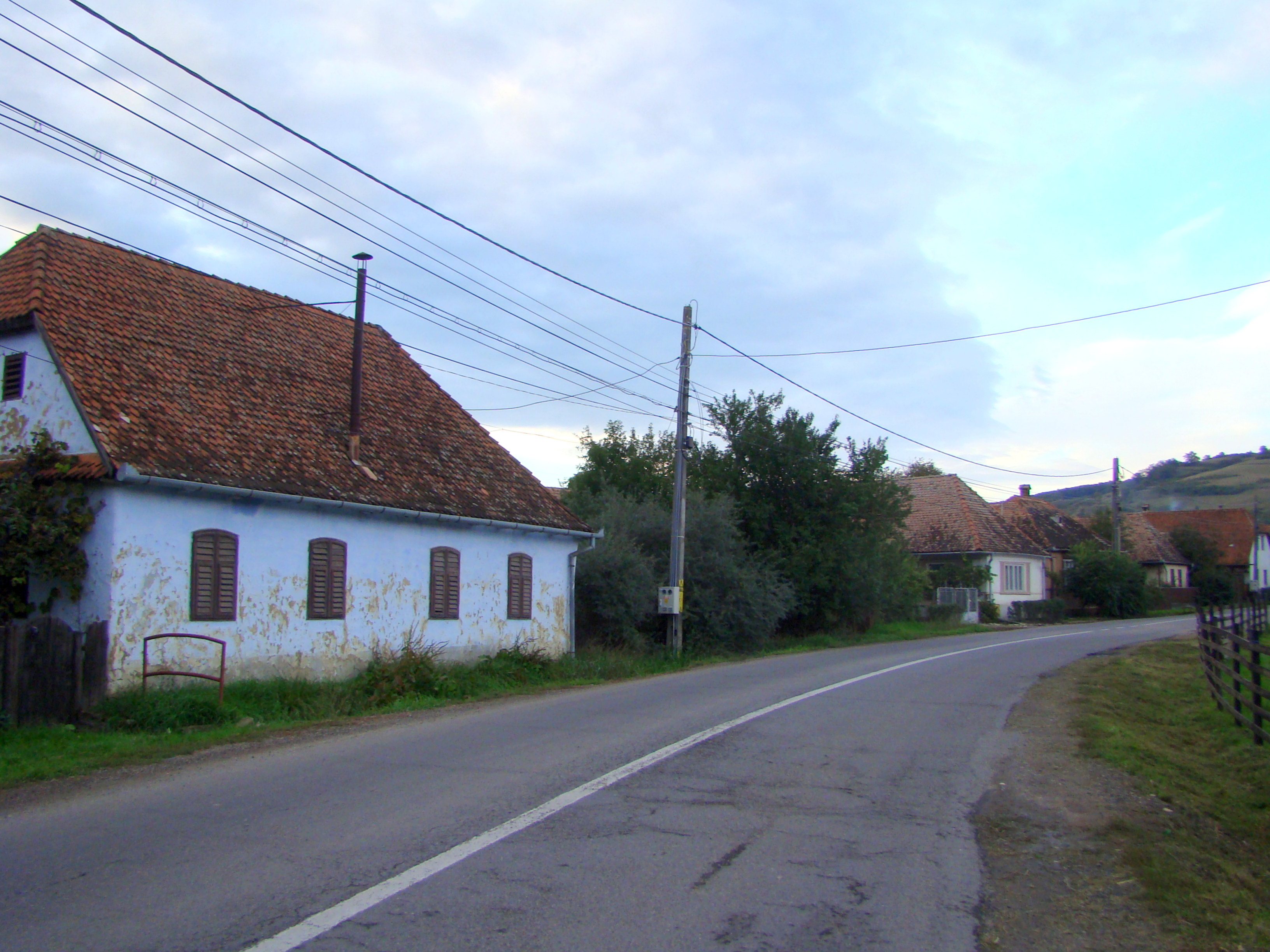
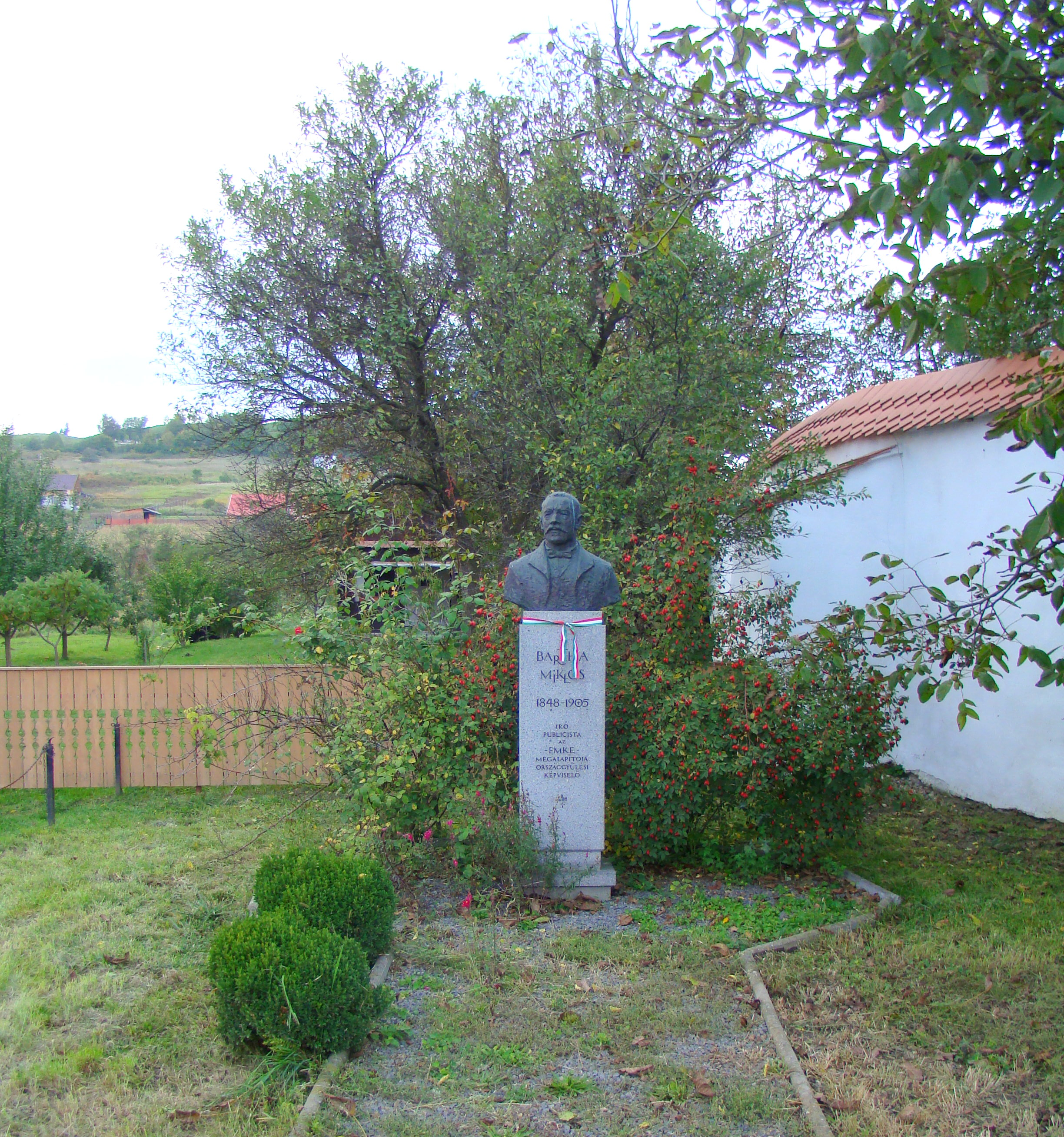
Bustul lui Bartha Miklos
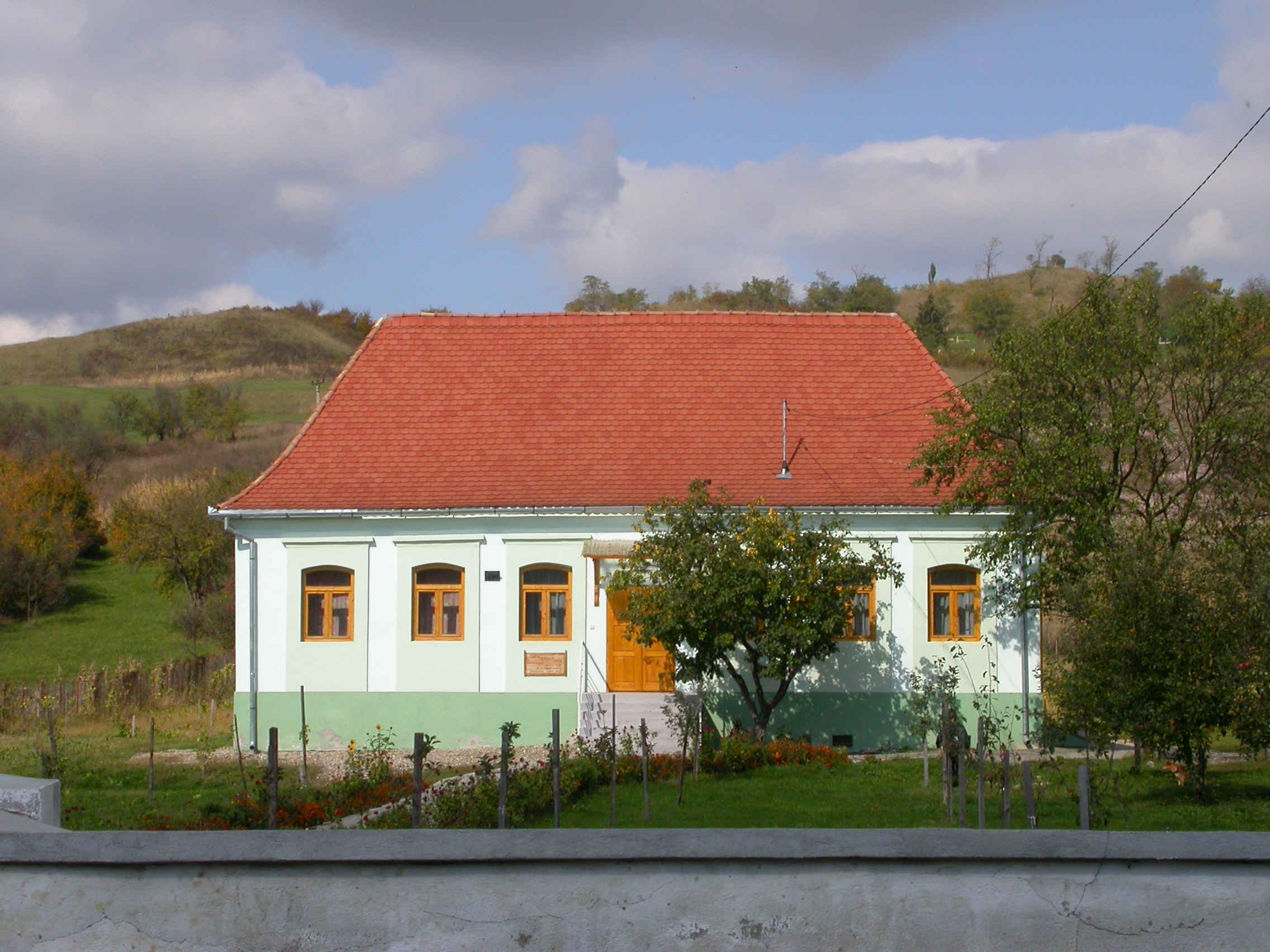
Casă, fostul Muzeu Sătesc, sec. XVIII
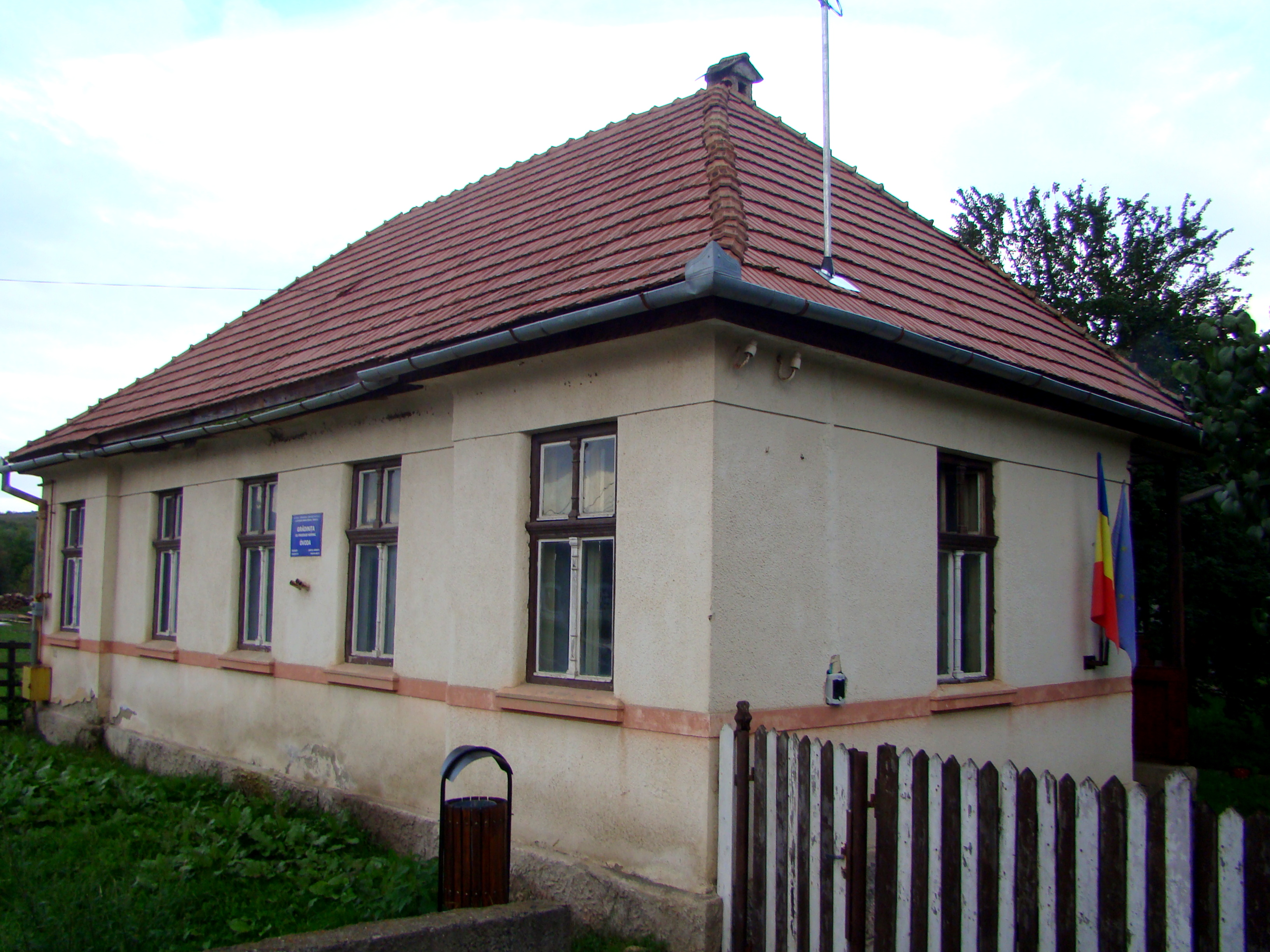
Grădinița